# Kunst-Wet
Kunst-Wet (Frans: Arts-Loi) is een station van de Brusselse metro, gelegen in het centrum van de stad Brussel. Het bevindt zich onder de kruising van de Wetstraat en de Kunstlaan.

## Geschiedenis
Het station opende op 17 december 1969 als onderdeel van de eerste Brusselse premetrolijn, die het station De Brouckère in het centrum verbond met station Schuman in de Europese wijk. In december 1970 opende de tweede premetrolijn, tussen Madou en de Naamsepoort, waardoor Kunst-Wet een kruisstation werd. Aanvankelijk droeg het station de naam Kunst/Arts, maar deze werd in 1971 gewijzigd naar de huidige naam Arts-Loi/Kunst-Wet. De ombouw van de oost-westlijn (nu lijn 1/5) tot volwaardige metrolijn werd voltooid op 20 september 1976. De ombouw van de aansluiting met de ringlijn (nu lijn 2/6) tot metro werd op 2 oktober 1988 voltooid.
Tussen het voorjaar van 2011 en eind 2015 werd heel het station grondig vernieuwd en voorzien van liften, nieuwe verlichting en nieuwe perronbekleding. De technische ruimtes werden verplaatst naar zones die niet toegankelijk zijn voor het publiek, wanden werden vervangen door glazen borstweringen en er zijn plaatselijke openingen tussen de niveaus -1 en -2. Het perron van lijn 2/6 richting Troon werd vergroot en beter toegankelijk door twee nieuwe trappen.

## Situering
Het metrostation bevindt zich onder de kruising van de Wetstraat en de Kunstlaan, die deel uitmaakt van de Kleine Ring. In de directe omgeving bevinden zich diverse ambassades en het Paleis der Natie, waar het Belgische Parlement zetelt. Het station Kunst-Wet vormt een overstapstation voor de lijnen 1 en 5 enerzijds, en lijn 2 en lijn 6 anderzijds. Hieruit kan elk station van Brusselse metronet zonder overstap bereikt worden.
De perrons van de ringlijn liggen direct onder de straat, op hetzelfde niveau als de stationshal. De sporen van de lijnen 1 en 5 bevinden zich een verdieping lager. Tussen elk van de vier perrons is een directe verbinding aanwezig, waardoor een snelle overstap gerealiseerd wordt. Het westelijke perron van lijn 2 en 6 (richting Zuidstation - Simonis) is aan de noordzijde voorzien van een rechtstreekse uitgang naar de straat, die uitkomt in de middenberm van de kleine ring.
Kunst-Wet is met 140.000 dagelijkse gebruikers het drukste metrostation van het Gewest.

## Kunst
Boven de sporen van de oost-westlijn bevindt zich het werk Ishtar van Gilbert Decock, bestaande uit cirkels en vierkanten van gelakt hout. Boven een van de toegangen tot het station is een compositie van Jean Rets te zien. Onder de titel Ortem worden enkele geometrische vormen in diverse kleuren weergeven op keramische tegels.
Bij de opening van het verbouwde station in 2015 werden portretten op diverse plaatsen in het station opgehangen, die een menselijke dimensie toevoegen aan dit nieuw station. Het gaat om de portretten van de werknemers die het station verbouwde gedurende de vier jaar.

## Afbeeldingen

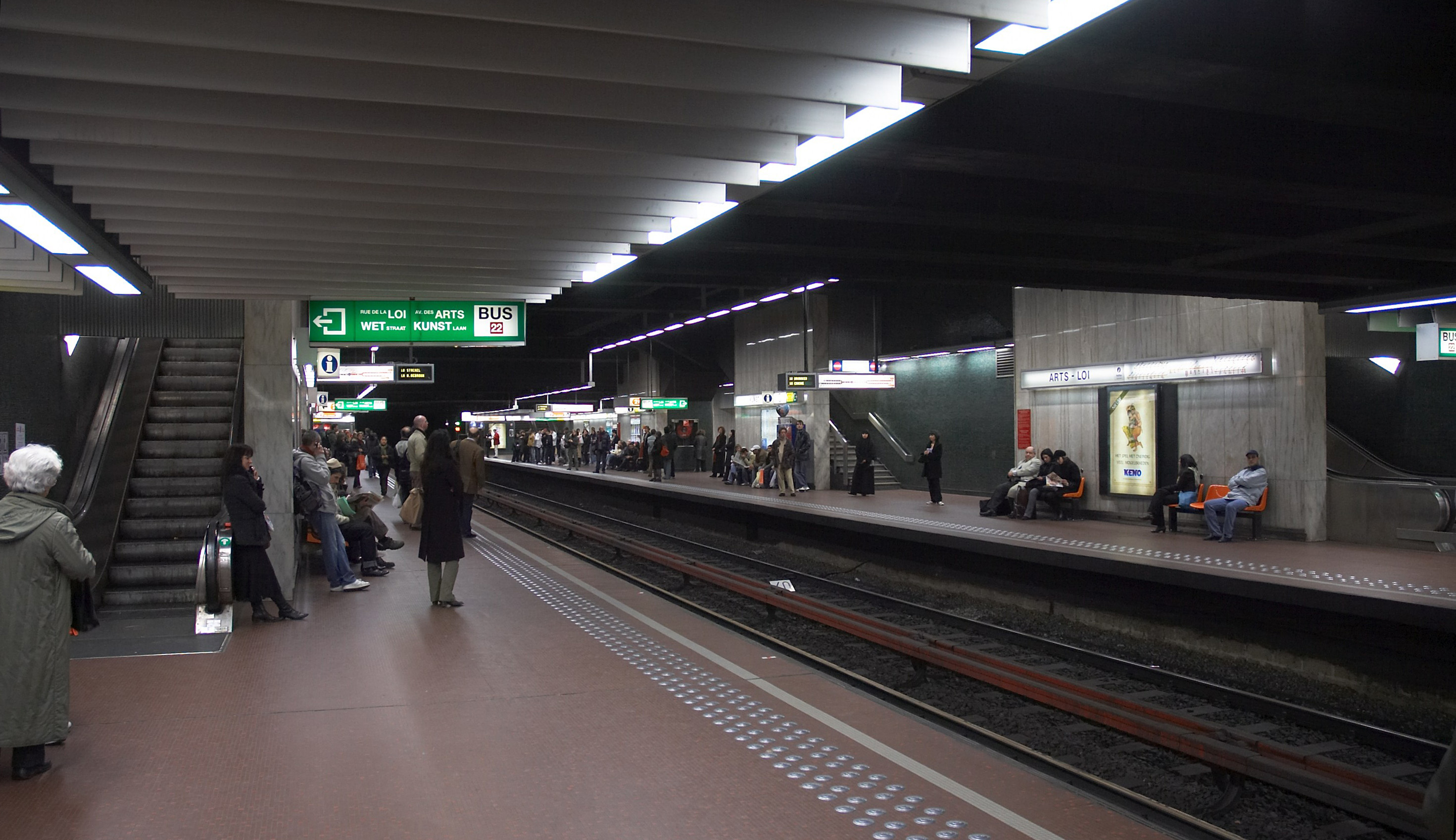
Niveau -2 voor de verbouwing.
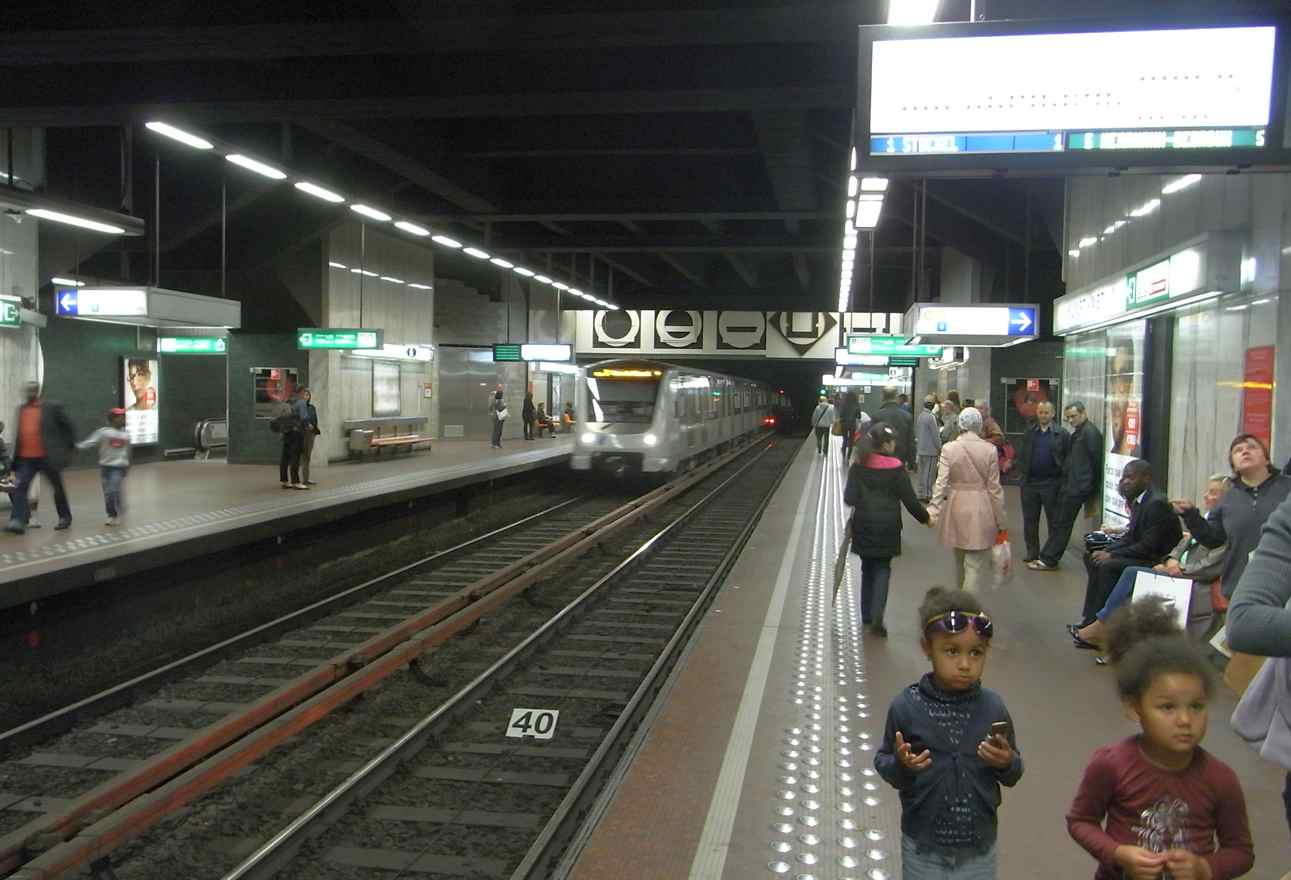
Niveau -2 voor de verbouwing.
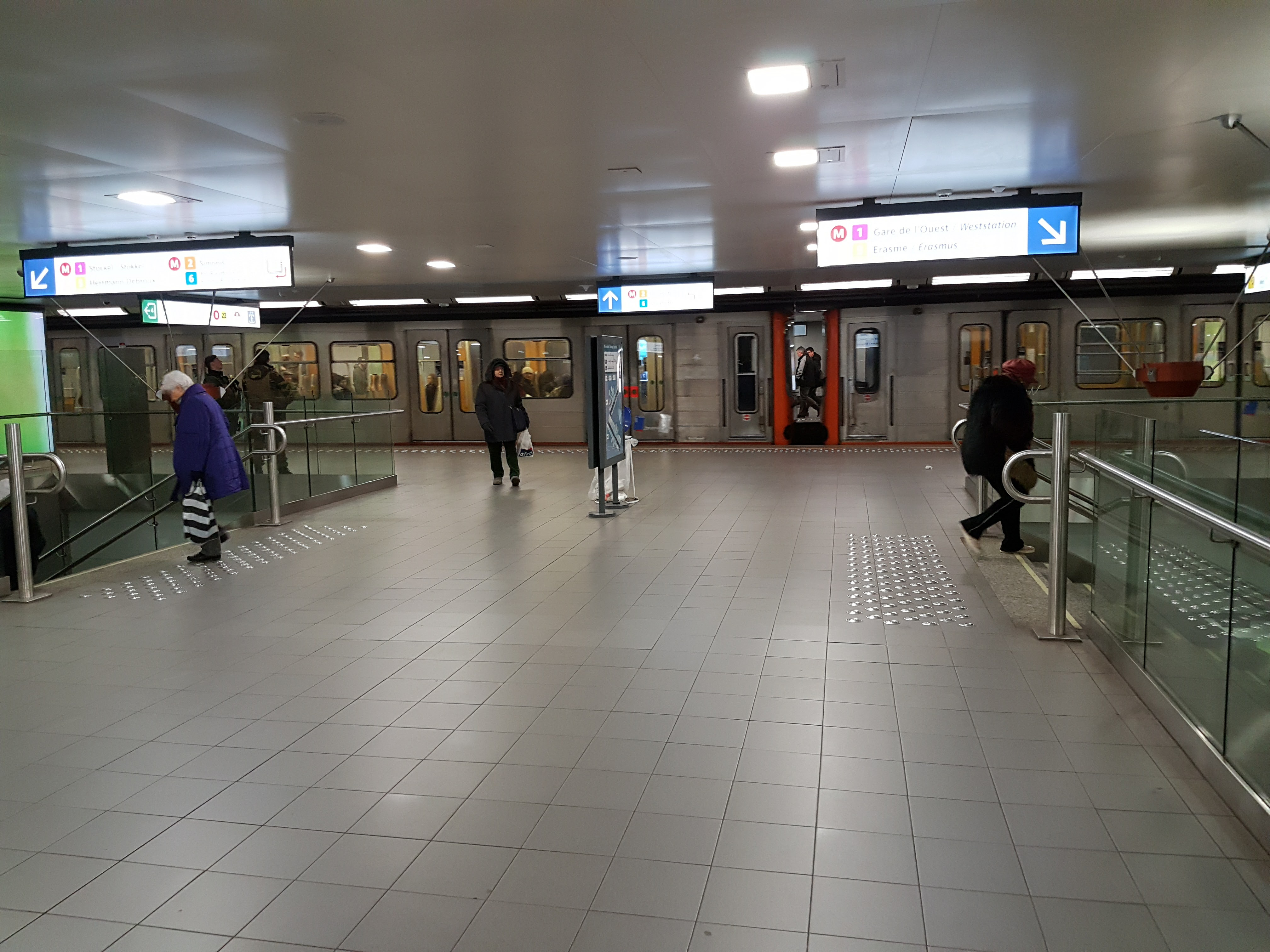
Aansluitingen op niveau -1 (lijnen 2 en 6).
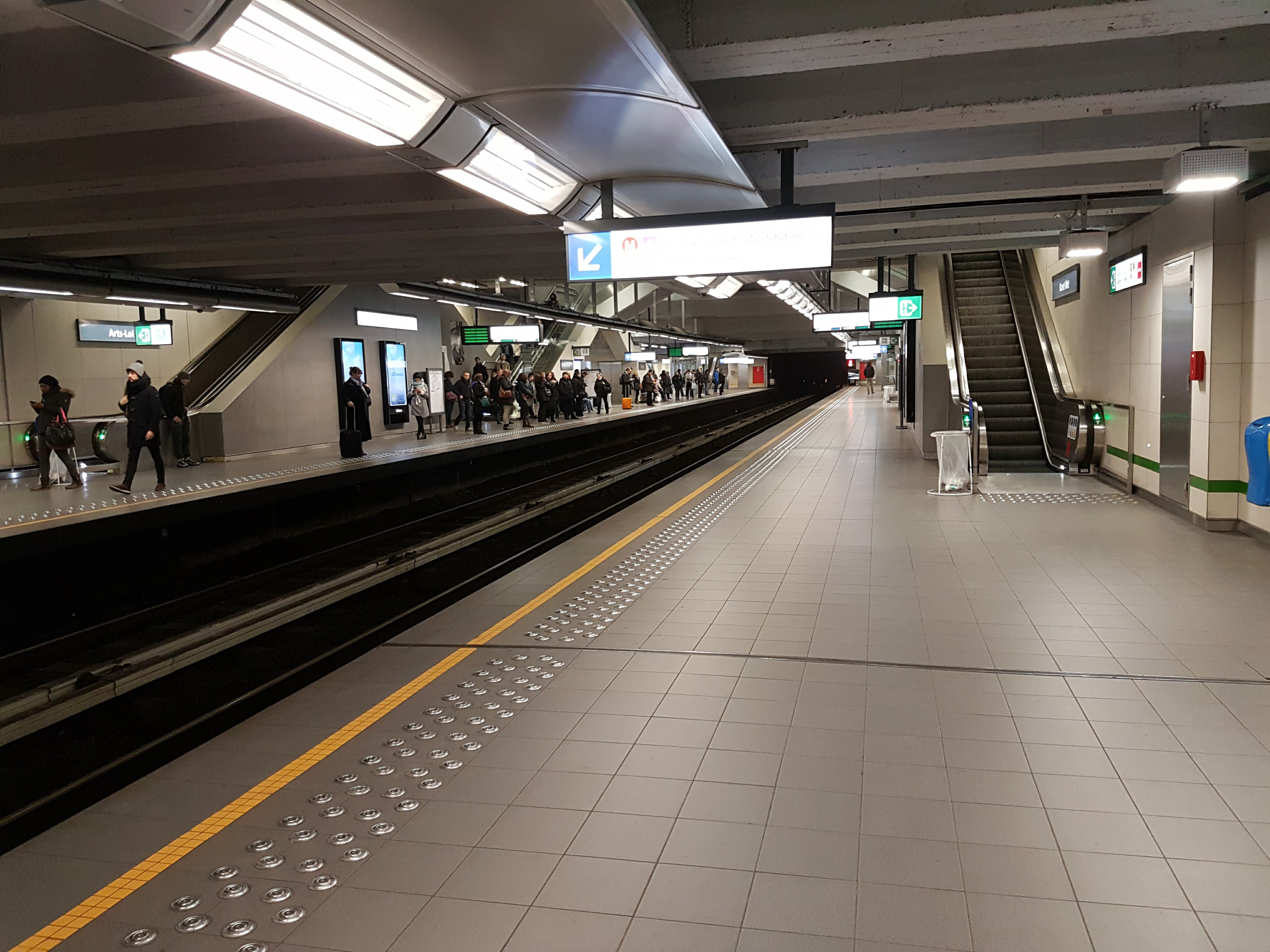
Niveau -2 na de verbouwing.
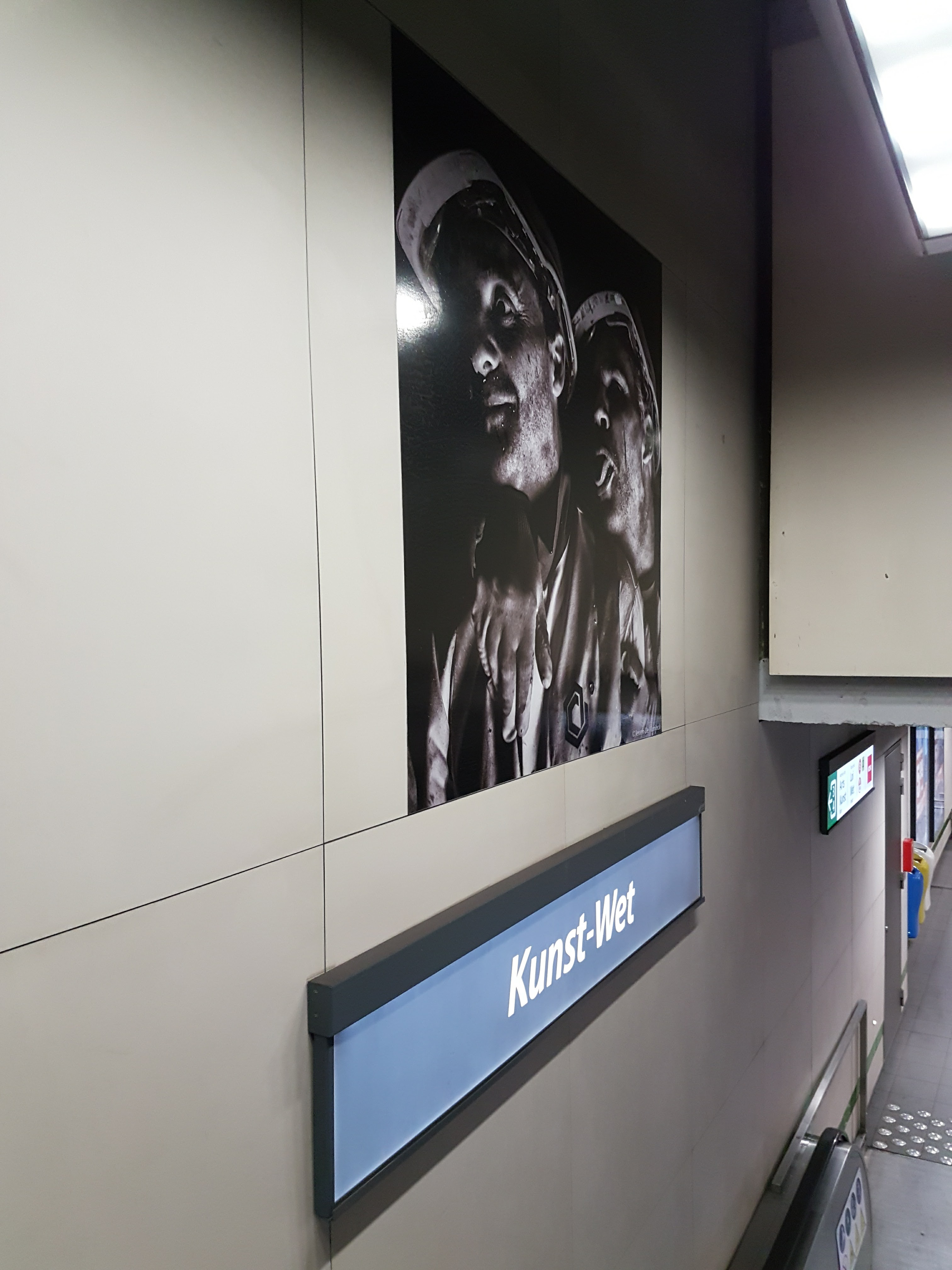
Portretten in het station.